# Mikocerosat sintaza
Mikocerosat sintaza (EC 2.3.1.111, sintaza mikocerozinske kiseline) je enzim sa sistematskim imenom acil-KoA:metilmalonil-KoA C-aciltransferaza (dekarboksilacija, oksoacil- i enoil-redukcija). Ovaj enzim katalizuje sledeću hemijsku reakciju
acil-KoA + n metilmalonil-KoA + + {\displaystyle \rightleftharpoons } multi-metil-branched acil-KoA + n KoA + +
Ovaj enzim produžava KoA estre masnih kiseline od C6 do C20 inkorporacijom metilmalonilnih ostataka, čime se formiraju multimetil-razgranate masna-acil-KoA kao što je 2,4,6,8-tetrametil-oktanoil-KoA.

## Literatura
- Nicholas C. Price; Lewis Stevens (1999). Fundamentals of Enzymology: The Cell and Molecular Biology of Catalytic Proteins (Third изд.). USA: Oxford University Press. ISBN 019850229X.
- Eric J. Toone (2006). Advances in Enzymology and Related Areas of Molecular Biology, Protein Evolution (Volume 75 изд.). Wiley-Interscience. ISBN 0471205036.
- Branden C; Tooze J. Introduction to Protein Structure. New York, NY: Garland Publishing. ISBN 0-8153-2305-0.
- Irwin H. Segel. Enzyme Kinetics: Behavior and Analysis of Rapid Equilibrium and Steady-State Enzyme Systems (Book 44 изд.). Wiley Classics Library. ISBN 0471303097.

## Spoljašnje veze
- Mycocerosate+synthase на 